# Comuna Halînivka, Volodîmîr-Volînskîi
Halînivka (în ucraineană Галинівка) este o comună în raionul Volodîmîr-Volînskîi, regiunea Volînia, Ucraina, formată din satele Halînivka (reședința), Hevîn, Sviiciv și Volea-Sviicivska.

## Demografie
Componența lingvistică a satului Halînivka
     Ucraineană (99,19%)
     Alte limbi (0,81%)
Conform recensământului din 2001, majoritatea populației satului Halînivka era vorbitoare de ucraineană (99,19%), existând în minoritate și vorbitori de alte limbi.